# Metlichina Ridge
Metlichina Ridge (englisch; bulgarisch хребет Метличина chrebet Metlitschina) ist ein teilweise unvereister, 12,6 km langer und im St. Angelariy Peak bis zu 850 m hoher Gebirgskamm an der Oskar-II.-Küste des Grahamlands auf der Antarktischen Halbinsel. Er wird durch den Punchbowl Glacier nach Nordosten, durch das Exasperation Inlet nach Süden, durch den Minsuchar-Gletscher nach Südwesten begrenzt und ist nach Nordwesten mit dem Forbidden Plateau verbunden.
Britische Wissenschaftler kartierten ihn 1976. Das Die bulgarische Kommission für Antarktische Geographische Namen benannte ihn 2012 nach Ortschaften im Nordosten und Süden Bulgariens.